# روبرتو كاسيريس
روبرتو كاسيريس (بالإسبانية: Roberto Cáceres)‏ هو مدرب كرة قدم ولاعب كرة قدم تشيلي، ولد في 25 مايو 1978 في سانتياغو في تشيلي. لعب مع نادي أونيفرسيداد دي تشيلي.

## وصلات خارجية
- روبرتو كاسيريس على موقع Soccerway.com (الإنجليزية)
- روبرتو كاسيريس على موقع عالم كرة القدم.نت (الإنجليزية)